# 사토 미나미
사토 미나미(일본어: 佐藤 美波, 2003년 8월 3일 ~ )는 일본의 여성 아이돌 그룹 전 AKB48의 멤버이다. 가나가와현 출신.

## 출연
- PRODUCE 48